# Psylliodes wollastoni
Psylliodes wollastoni é uma espécie de insetos coleópteros polífagos pertencente à família Chrysomelidae.
A autoridade científica da espécie é Nadein, tendo sido descrita no ano de 2007.
Trata-se de uma espécie presente no território português.